# Emil Müller (Politiker, Februar 1893)
Emil Müller (* 7. Februar 1893 in Frankfurt am Main; † 2. September 1963 in Bad Nauheim) war ein hessischer Politiker (SPD) und ehemaliger Abgeordneter des Hessischen Landtags.

## Ausbildung und Beruf
Emil Müller machte nach dem Besuch der Volksschule eine Lehre als Elektromechaniker und leistete 1914 bis 1918 Kriegsdienst. Im Anschluss war er in Montagetätigkeiten im In- und Ausland tätig und besuchte die staatliche Maschinenbauschule Gießen und legte die Werkmeisterprüfung ab. Nach der Machtergreifung der Nationalsozialisten 1933 wurde er aus politischen Gründen entlassen. Nach 1945 war er Werkleiter der Stadtwerke Bad Nauheim.

## Politik
Emil Müller war seit 1910 Mitglied der SPD und gleichzeitig Gewerkschaftsmitglied. In seiner Partei war er Vorsitzender des Unterbezirks Friedberg-Büdingen. Kommunalpolitisch war er von 1932 bis 1933 als Mitglied des Kreistags  Friedberg tätig. Vom 2. September 1953 (als Nachrücker für Anton Lux) bis zum 30. November 1954 war er Mitglied des Hessischen Landtags und 1954 Mitglied der 2. Bundesversammlung.